# Symmacra quadraequata
Symmacra quadraequata är en fjärilsart som beskrevs av Walker 1861. Symmacra quadraequata ingår i släktet Symmacra och familjen mätare. Inga underarter finns listade i Catalogue of Life.